# The Prodigy
The Prodigy é uma banda britânica de música eletrónica, considerada uma das maiores referências de um subgénero desta, o big beat. 

## História
A banda foi criada em 1990, quando Liam Howlett, Keith Flint e Leeroy Thornhill se cruzaram num clube na cidade onde viviam, Essex e decidiram formar um grupo. A intenção era Keith e Leeroy ocuparem a posição de dançarinos, dando assim um contributo para que a música que Liam criava ganhasse vida em cima dos palcos. O primeiro concerto aconteceu no The Labyrinth em 1990, ao qual se juntou por divertimento Maxim Reality (no papel de MC), acabando por ficar até hoje nessa função.
Desde então a banda que começou a tocar em raves pelo Reino Unido tem realizado concertos em vários pontos do mundo, passando pelos principais palcos e festivais da Europa, Austrália e Estados Unidos, até aos destinos menos usuais, como Líbano, Indonésia e Malásia. A banda possui já anos de experiência, com altos e baixos, sendo o auge da carreira em termos comerciais quando o compacto "Firestarter" em 1996 despontou na grande mídia. A par do compacto seguinte, "Breathe", "Firestarter" criou condições para que o terceiro álbum da banda The Fat of the Land fosse topo de parada em vários países (22 ao todo, na primeira semana seguinte ao lançamento) expandindo assim ainda mais a sua base de fãs. A banda já recebeu várias nomeações e prémios da indústria discográfica, no qual o destaque vai para Grammys e vitórias em várias categorias da entrega anual dos MTV Europe Music Awards.
Em 2000, Leeroy Thornhill abandona o grupo de forma definitiva, dedicando-se ao seu projecto Flightcrank e ao djing. A sua saída, só se fez sentir no espectáculo ao vivo, já que este nunca contribuiu para a música da banda.
Em 2004, lançam Always Outnumbered, Never Outgunned, álbum que não conta com os préstimos de Keith e Maxim nas vocalizações, tendo o mentor dos The Prodigy, preferido por convidar outros artistas, como a actriz Juliette Lewis, Liam Gallagher dos Oasis ou Twista. O álbum não foi bem acolhido, quer pela critica quer pelos fãs, por possuir uma sonoridade electro, género que se viria a tornar popular pouco depois.
Em 2005, é lançada a compilação Their Law, The Singles, uma compilação que agrupa todos os singles da banda, excepto Fire e Babys Got a Temper. É lançado ao mesmo tempo um DVD, com o mesmo nome, que reúne os telediscos da banda e uma actuação ao vivo de 1997 na Brixton Academy.
Em 2006, abandonam a sua gravadora de sempre, a XL-Recordings, e formam a sua própria editora, Take Me To The Hospital, que está indexada à distribuidora Cooking Vinyl.
O álbum Invaders Must Die é editado no dia 23 de Fevereiro de 2009. O primeiro avanço de apresentação deste álbum, foi disponibilizado gratuitamente no site da banda e com um vídeo, apesar desta faixa, "Invaders Must Die" (que conta com a participação de James Rushent dos Does It Offend You Yeah?) não ser um single, já que não houve edição física do disco ou venda digital do mesmo. A faixa "Run With The Wolves" e a "Stand Up" tem a participação de Dave Grohl, (Foo Fighters, Nirvana). O primeiro single chama-se Omen (este tema na Alemanha chama-se apenas O, devia a ameaça judicial de um grupo de eurodance dos anos noventa, chamado Magic Affair, já que estes tiveram um sucesso nos anos 90 com uma música intitulada de Omen III (pode ser ouvida no youtube). O segundo single seria Warriors Dance (Maio 2009) e o terceiro Take Me To The Hospital (Agosto 2009).
Em Março de 2015 regressam com o álbum The Day is My Enemy, um disco que conta com a participação de Jason Williamson dos Sleaford Mods na faixa Ibiza e Flux Pavilion na música Rhythm Bomb. Passados quatro meses após a edição do álbum, é editado o EP The Night Is My Friend que para além de remisturas de faixas do disco conta ainda com o b-side AWOL (Strike One).
Em 2018 editam o álbum No Tourists, que acabaria por ser o último disco com Keith Flint, que faleceria em Março do ano seguinte.
Após três anos de paragem, a banda anuncia em 2022 que voltaria aos palcos.

### The Prodigy em Portugal
A banda já atuou em Portugal em múltiplas ocasiões, mas apenas se apresentou em nome próprio uma única vez no dia 7 de Dezembro de 2009 no Pavilhão Atlântico aquando da tour europeia do álbum Invaders Must Die. A abertura esteve a cargo dos Enter Shikari.
As passagens por festivais nacionais: Super Bock Super Rock de 1996 (sob a pala de Alcântara, em Lisboa), em 1997 marcaram presença no agora extinto Festival Imperial (na Alfândega do Porto, Porto), a banda esteve agendada para o Festival Ilha do Ermal de 1999 (mas viria a cancelar este concerto), em 2005 esteve presente no Festival Super Bock Super Rock (no Parque do Tejo, em Lisboa), no ano de 2006 desceu até ao Festival Sudoeste (na Zambujeira do Mar), em 2007 esteve presente no Festival Creamfields (no Parque da Bela Vista, em Lisboa), 2008 ficou marcado pela presença no Festival Marés Vivas  em Gaia, em 2009 com novo álbum na bagagem apresentam-se no Festival Optimus Alive (em Algés), em 2010 estreiam-se no Festival Paredes de Coura, no ano de 2014 voltam a marcar presença no Festival Marés Vivas e em 2015 com o novo disco The Day Is My Enemy fresco tocam no Festival NOS Alive, em Algés. Em 2018 tocam na Alfândega do Porto, no festival North Music Festival, que viria a ser o último concerto em Portugal antes da morte de Keith Flint em Março de 2019, estando a banda agendada para atuar na edição de 2019 do Festival Vilar de Mouros, atuação que viria a ser cancelada  fruto do hiatos de concertos que a banda entraria até 2022 em consequência da morte do vocalista. Em 2023, tocam por duas vezes em Portugal numa semana, no Festival de Vilar de Mouros e na semana seguinte em Lisboa no MEO Kalorama (no Parque da Bela Vista).
Concertos em Portugal por ordem cronológica:
- 1996 Festival Super Bock Super Rock
- 1997 Festival Imperial
- 2005 Festival Super Bock Super Rock
- 2006 Festival Sudoeste
- 2007 Festival Creamfields
- 2008 Festival Marés Vivas
- 2009 Festival Optimus Alive
- 2009 Pavilhão Atlântico (concerto em nome próprio)
- 2010 Festival Paredes de Coura
- 2014 Festival Marés Vivas
- 2015 Festival NOS Alive
- 2018 Festival North Music Festival
- 2023 Festival de Vilar de Mouros
- 2023 Festival MEO Kalorama

## Membros

### Atuais
- Maxim Reality - vocal e MC
- Liam Howlett - teclados, programação e produção

#### Em palco
- Rob Holliday - guitarra (2005 - 2007; 2008 - 2017, 2022 - 2023)
- Leo Crabtree - bateria (2008 - 2023)

### Ex-integrantes
- Keith Flint - vocal e ex-dançarino (1990 - 2019) (falecido)[2]
- Leeroy Thornhill - dançarino (1990 - 2000)
- Sharky - vocal e dançarina (1990)
- Gizz Butt - guitarra (1996 - 1999)
- Kieron Pepper - bateria (1996 - 2007) bandas Hyper e Victory Pill
- Jim Davies - guitarra (1995 e 2002 - 2005), formou o Hyper (projecto  com DJ Hyper, Leeroy Thornhill e Kieron Pepper, estes dois últimos ex-Prodigy) e atualmente está no Victory Pill desde 2006
- The Rev - guitarra (2007) pertence à banda Towers of London. Fez de guitarrista em grande parte dos concertos de 2007
- Snell - bateria (2007) pertence à banda Towers of London, tocou bateria em alguns concertos no ano de 2007

## Discografia

### Álbuns de estúdio
- 1992 - Experience
- 1994 - Music for the Jilted Generation
- 1997 - The Fat of the Land
- 2004 - Always Outnumbered, Never Outgunned
- 2009 - Invaders Must Die
- 2011 - World's On Fire
- 2015 - The Day Is My Enemy
- 2018 - No Tourists

### Colectâneas
- 1999 - Dirtchamber Sessions Volume 1 álbum em formato DJ set por Liam Howlett que contem músicas de outros artistas/bandas
- 2005 - Their Law: The Singles 1990-2005
- 2011 - "World's on Fire" CD ao vivo

### EP
- 1991 - What a Evil Lurks
- 2009 - Lost Beats EP apenas disponível na edição de luxo do álbum Invaders Must Die
- 2015 - The Day Is My Enemy HMV Exclusive Remix EP contém versões instrumentais de Wild Frontier e Nasty para além de remixes
- 2015 - The Night Is My Friend EP

## Vídeo
- 1995 - "Electronic Punks" em VHS
- 2002 - "Baby's Got a Temper" DVD single
- 2005 - "Their Law, The Singles" DVD compilatório com os vídeos da banda e concerto na Brixton Academy em 1997
- 2011 - "World's on Fire" DVD de seu maior show, o Warrior’s Dance Festival no Milton Keynes Bowl.